# Ліановий манакін
Ліановий манакін (Heterocercus) — рід горобцеподібних птахів родини манакінових (Pipridae). Включає 3 види. Трапляються в Південній Америці, де вони поширені по всій Амазонії від східної Колумбії та північно-західної Венесуели до північного сходу Перу, північного сходу Болівії та південної Бразилії.

## Види
- Манакін еквадорський  (Heterocercus aurantiivertex)
- Манакін венесуельський (Heterocercus flavivertex)
- Манакін вогнистоголовий (Heterocercus linteatus)